# Coenotephria pistacieti
Coenotephria pistacieti là một loài bướm đêm trong họ Geometridae.